# Severnaïa (agroalimentaire)
Severnaïa (Северная, Severnaya en transcription anglaise; ce qui signifie « nordique » au féminin) est une entreprise agroalimentaire ayant son siège en Russie à Siniavino près du lac Ladoga. C'est l'une des principales compagnies de production de viande de poulet dans le pays, notamment dans le Nord-Ouest. Cette société par action a été fondée par le groupe hollandais Agro-Invest Brinky, puis rachetée en 2015 par les investisseurs thaïlandais de Charoen Pokphand Foods (émanant de Charoen Pokphand Group), spécialisés dans l'agroalimentaire.

## Histoire
En 1997, le Hollandais Heisbertus van den Brink achète près de Saint-Pétersbourg dans l'oblast de Léningrad une usine de production de viande de poulet qui se trouvait au bord de la faillite. C'est ainsi qu'est fondée l'usine « Severnaïa » (ce qui signifie « la Nordique »). Le propriétaire, la compagnie Agro-Invest Brinky, possède alors en plus de Severnaïa deux autres usines de volaille près de Saint-Pétersbourg, « Lomonossovskaïa » et « Voïskovitsy ». À partir de l'année 2005, les capacités de l'usine augmentant, il est décidé d'investir en plus 8  milliards de roubles,. Un nouveau département de l'usine est construit près du village de Molodtsovo, à la place de l'ancien sovkhoze de Mginskoïe.
En 2014, l'usine de volaille Severnaïa fait partie des cinq plus grands producteurs de volaille en Russie. Un accord de vente est conclu en juillet 2015 entre la compagnie Agro-Invest Brinky et une holding thaïlandaise du nom de « Charoen Pokphand Foods », cette dernière rachetant deux usines de volaille, dont Severnaïa. L'usine représente 5 % du marché russe.
Le chiffre d'affaires de la société pour l'année 2024 en Russie s'élève à 355 millions d'euros.

## Production
Sa production principale est la viande de poulet à griller. Sa production s'élevait en 2007 à 80 000 tonnes. En 2014, celle-ci s'élevait (selon l'Union des éleveurs de volaille russes) à 171 000 tonnes, soit 5 % de toute la production de Russie,.